# Kumpulrejo (Bangilan)
Kumpulrejo is een bestuurslaag in het regentschap Tuban van de provincie Oost-Java, Indonesië. Kumpulrejo telt 3242 inwoners (volkstelling 2010).